# The Best Polish Songs... Ever!
The Best Polish Songs... Ever! – dziesiąta pozycja z cyklu składanek The Best... Ever!.
Album w Polsce uzyskał status potrójnej platynowej płyty.

## Lista utworów

### CD 1
1. Wilki – „Baśka”
2. Myslovitz – „Chłopcy”
3. Virgin – „Znak pokoju”
4. Bajm – „Szklanka wody”
5. O.N.A. – „Kiedy powiem sobie dość”
6. Edyta Bartosiewicz – „Sen”
7. Brathanki – „Czerwone korale”
8. Kayah i Goran Bregović – „Prawy do lewego”
9. Maanam – „Boskie Buenos”
10. Kasia Kowalska – „Jak rzecz”
11. Hey – „Teksański”
12. Andrzej Piaseczny – „Szczęście jest blisko”
13. De Mono – „Statki na niebie”
14. Kombii – „Słodkiego miłego życia”
15. Formacja Nieżywych Schabuff – „Lato”
16. Chłopcy z Placu Broni – „Kocham cię”
17. Kukiz i Piersi – „Całuj mnie”
18. Lady Pank – „Mniej niż zero”
19. Rezerwat – „Zaopiekuj się mną”

### CD 2
1. Krzysztof Kiljański feat. Kayah – „Prócz ciebie, nic”
2. Ryszard Rynkowski – „Dziewczyny lubią brąz”
3. Blue Café – „Do nieba, do piekła”
4. Kasia Cerekwicka – „Na kolana”
5. Ewelina Flinta – „Żałuję”
6. Feel – „A gdy jest już ciemno”
7. Chylińska – „Winna”
8. Patrycja Markowska – „Świat się pomylił”
9. Marcin Rozynek – „Siłacz”
10. Beata – „Siedzę i myślę”
11. Goya – „Tylko mnie kochaj”
12. Sidney Polak feat. Pezet – „Otwieram wino”
13. Reni Jusis – „Kiedyś cię znajdę”
14. Kayah – „Supermanka”
15. Anita Lipnicka – „I wszystko się może zdarzyć”
16. Justyna Steczkowska – „Dziewczyna szamana”
17. Edyta Górniak – „Jestem kobietą”
18. Varius Manx – „Zanim zrozumiesz”
19. Natalia Kukulska – „Im więcej ciebie tym mniej”
20. Olga Szomańska, Przemysław Branny – „Niech mówią, że to nie jest miłość”

### CD 3
1. Raz, Dwa, Trzy – „Nikt nikogo (i tak warto żyć)”
2. Republika – „Zapytaj mnie czy cię kocham”
3. Grzegorz Turnau – „Między ciszą a ciszą”
4. Strachy na Lachy – „Dzień dobry kocham cię”
5. Szwagierkolaska – „U cioci na imieninach”
6. Kult – „Gdy nie ma dzieci”
7. Elektryczne Gitary – „Włosy”
8. Stanisław Soyka – „Tolerancja (na miły Bóg)”
9. Coma – „Spadam”
10. Róże Europy – „Jedwab”
11. T.Love – „King”
12. Klaus Mitffoch – „Jezu, jak się cieszę”
13. Perfect – „Autobiografia”
14. Aya RL – „Skóra”
15. Tilt – „Mówię ci, że”
16. Breakout – „Kiedy byłem małym chłopcem”
17. Daab – „W moim ogrodzie”
18. Sztywny Pal Azji – „Łoże w kolorze czerwonym”
19. Kobranocka – „Kocham cię jak Irlandię”
20. Kazik – „Maciek, ja tylko żartowałem”

### CD 4
1. Anita Lipnicka i John Porter – „Bones of Love”
2. Myslovitz – „Sound of Solitude”
3. Wilki – „Son of the Blue Sky”
4. T.Love – „He Was Born to Be Taxi Driver”
5. Maanam – „Lipstick On the Glass”
6. The Car Is on Fire – „Cranks”
7. Stanisław Soyka – „You Are So Beautiful”
8. Edyta Górniak – „When You Come Back to Me”
9. Tatiana Okupnik – „Don’t Hold Back”
10. Natalia Kukulska – „Sexi Flexi”
11. Reni Jusis – „It’s Not Enough”
12. Edyta Bartosiewicz – „Good Bye To the Roman Candles”
13. Makowiecki Band – „Can’t Get You Out of My Head”
14. Blue Café – „You May Be in Love”
15. Goya – „Smells Like Teen Spirit”
16. Pati Yang – „All This Is Thirst”
17. Agressiva 69 – „Situations”